# Eggenwil
Eggenwil (schweizerdeutsch: ˌɛgəˈʋiːl) ist eine Einwohnergemeinde im Schweizer Kanton Aargau. Sie gehört zum Bezirk Bremgarten und liegt im Reusstal unmittelbar nördlich des Bezirkshauptorts.

## Geographie
Das Dorf liegt zwischen dem Ostufer der Reuss und dem gleichmässig abfallenden, teilweise terrassenförmigen Westabhang des Heitersberg-Hügelzugs. Ein Geländevorsprung ragt in die Reussebene hinein, auf dem sich das Dorfzentrum befindet. Die Reuss, welche die westliche Gemeindegrenze bildet, mäandriert bei Eggenwil sehr stark, die Halbinsel Foort wird auf drei Seiten durch den Fluss begrenzt. Am Hang oberhalb des Dorfes liegen die Hofsiedlungen Hohfoor (485 m ü. M.), Ibisguet (465 m ü. M.) und Wissli (524 m ü. M.).
Die Fläche des Gemeindegebiets beträgt 246 Hektaren, davon sind 67 Hektaren mit Wald bedeckt und 41 Hektaren überbaut. Der höchste Punkt befindet sich auf 555 Metern oberhalb des Hofes Wissli, der tiefste auf 357 Metern an der Reuss. Nachbargemeinden sind Künten im Norden, Bellikon im Nordosten, Widen im Osten, Bremgarten im Süden und Fischbach-Göslikon im Westen.

## Geschichte
Die erste urkundliche Erwähnung von Egenwilare erfolgte im Jahr 1160 in den Acta Murensia. Der Ortsname stammt vom althochdeutschen Egininwilari und bedeutet «Hofsiedlung des Egino». Das Dorf gehörte im Mittelalter zum Herrschaftsbereich der Habsburger, welche die hohe Gerichtsbarkeit ausübten. Die niedere Gerichtsbarkeit schenkten sie dem Kloster Hermetschwil.
Nach der Eroberung des Aargaus durch die Eidgenossen im Jahr 1415 kam Eggenwil zum Amt Hermetschwil (auch Krummamt genannt) in den Freien Ämtern. Der Dorfteil oberhalb der Landstrasse wurde jedoch dem Amt Rohrdorf in der Grafschaft Baden zugeteilt. 1529 traten die Einwohner zur Reformation über, mussten aber 1531 nach der Niederlage der reformierten Orte im Zweiten Kappelerkrieg wieder zur alten Konfession zurückkehren. Im März 1798 marschierten die Franzosen in die Schweiz ein und riefen die Helvetische Republik aus. Das wiedervereinigte Dorf bildete zusammen mit Widen eine Gemeinde im kurzlebigen Kanton Baden. Nach der Gründung des Kantons Aargau im Jahr 1803 erfolgte die Trennung von Widen, bei der Grenzbereinigung gelangten einige Höfe zu Eggenwil.
In der zweiten Hälfte des 19. Jahrhunderts war der Weinbau sehr bedeutend und das Dorf gelangte zu Wohlstand. Die Reblaus-Epidemie beendete die wirtschaftliche Blütezeit jäh. In der Folge verarmten viele Bewohner und mussten auswandern. Die Bevölkerungszahl sank um einen Drittel und konnte erst in den 1920er Jahren stabilisiert werden. 1960 erreichte sie wieder den Stand von 1850. Seither hat sie sich aber mehr als verdoppelt, da immer mehr Menschen das Dorf als attraktive Wohngemeinde am Rande der Agglomeration der Stadt Zürich entdeckten.

## Sehenswürdigkeiten

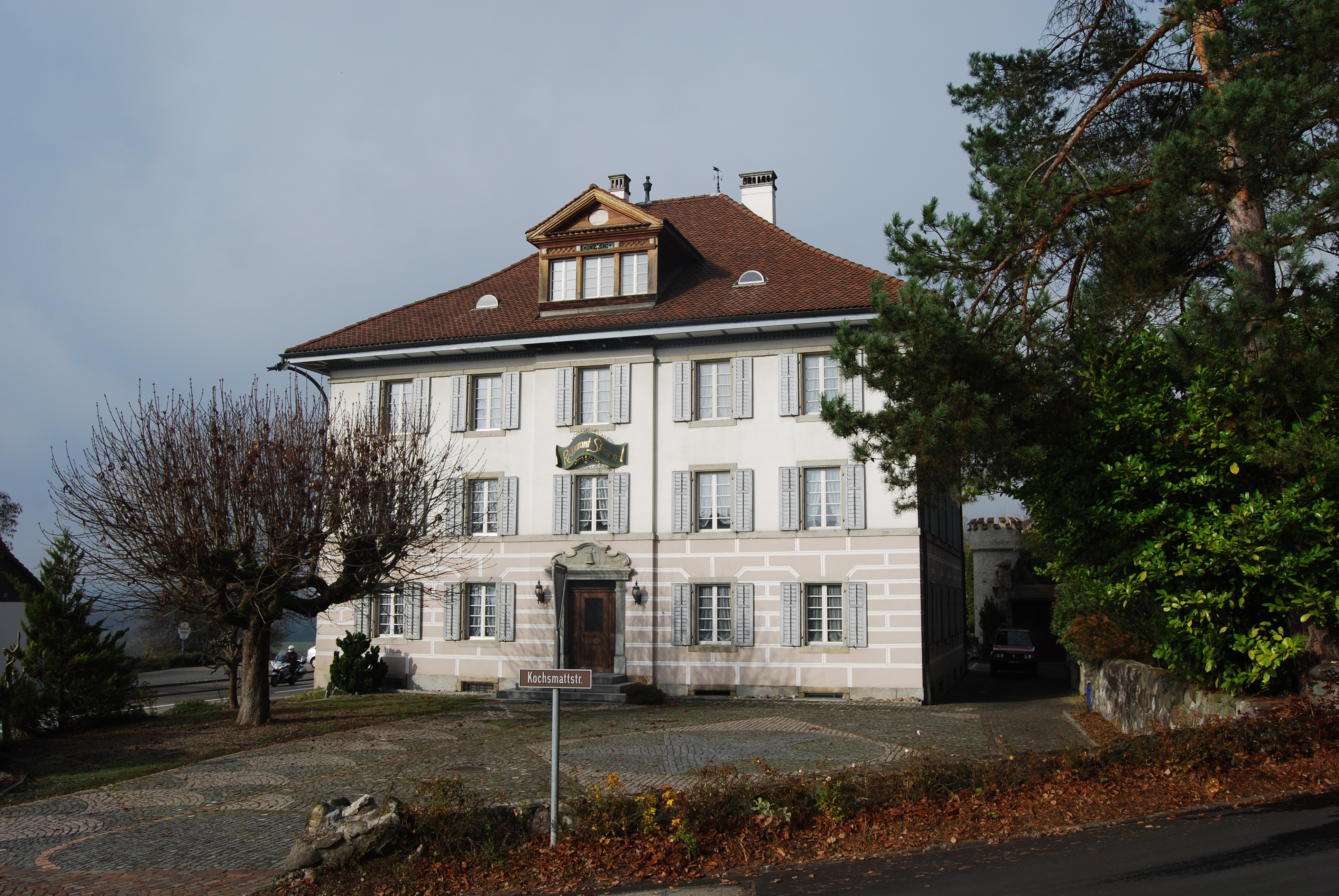
Restaurant Sternen

Die Pfarrkirche St. Laurentius existiert seit mindestens Mitte des 12. Jahrhunderts und gehört somit zu den ältesten des Aargaus. 1869 verhinderte die Kantonsregierung, die damals im Besitz der Kollatur war, den Bau einer neuen Kirche und setzte stattdessen die Errichtung eines Schulhausneubaus durch. Aus diesem Grund unterzog man die bis heute erhalten gebliebene Kirche in den Jahren 1871/74 einer vollständigen Renovation. Sie befindet sich im unteren Teil des Dorfes und bildet mit Pfarrhof und Waschhaus eine geschlossene Gruppe. Der polygonale Chor stammt aus dem Jahr 1683, der Kirchturm ist mittelalterlichen Ursprungs.
Das an der Hauptstrasse von Bremgarten nach Baden gelegene Restaurant Sternen beherrscht das Dorfbild. Es wurde zu Beginn des 19. Jahrhunderts im neoklassizistischen Stil über einem alten Weinkeller des Klosters Muri errichtet. Nach achtjähriger Unterbrechung wurde es im September 2017 wiedereröffnet. Seit Dezember 2017 wird das im venezianischen Barock gehaltene «Sternenstübli» vom Zivilstandsamt Bremgarten als Traulokal verwendet.

## Wappen
Die Blasonierung des Gemeindewappens lautet: «In Rot eine bis in den Schildfuss reichende gezinnte und schwarz gefugte weisse Mauer, überhöht von sechsstrahligem gelben Stern.» Erst 1942 führte die Gemeindeversammlung das Wappen ein. Die Mauer nimmt Bezug auf das Kloster Muri. Da der gelbe Stern in der Folge uneinheitlich gezeichnet worden war, legte der Gemeinderat 1993 die Zahl der Strahlen auf sechs fest.

## Bevölkerung
Die Einwohnerzahlen entwickelten sich wie folgt:
| Jahr      | 1850 | 1900 | 1930 | 1950 | 1960 | 1970 | 1980 | 1990 | 2000 | 2010 | 2020 |
| Einwohner | 281  | 219  | 246  | 270  | 291  | 376  | 417  | 586  | 669  | 893  | 1042 |

Am 31. Dezember 2023 lebten 1031 Menschen in Eggenwil, der Ausländeranteil betrug 19,6 %. Bei der Volkszählung 2015 bezeichneten sich 35,0 % als römisch-katholisch und 20,9 % als reformiert; 44,1 % waren konfessionslos oder gehörten anderen Glaubensrichtungen an. 94,8 % gaben bei der Volkszählung 2000 Deutsch als ihre Hauptsprache an, je 1,0 % Französisch und Portugiesisch.

## Politik und Recht
Die Versammlung der Stimmberechtigten, die Gemeindeversammlung, übt die Legislativgewalt aus. Ausführende Behörde ist der fünfköpfige Gemeinderat. Er wird im Majorzverfahren vom Volk gewählt, seine Amtsdauer beträgt vier Jahre. Der Gemeinderat führt und repräsentiert die Gemeinde. Dazu vollzieht er die Beschlüsse der Gemeindeversammlung und die Aufgaben, die ihm vom Kanton zugeteilt wurden. Für Rechtsstreitigkeiten ist in erster Instanz das Bezirksgericht Bremgarten zuständig. Eggenwil gehört zum Friedensrichterkreis VII (Bremgarten).

## Wirtschaft
In Eggenwil gibt es gemäss der im Jahr 2015 erhobenen Statistik der Unternehmensstruktur (STATENT) rund 150 Arbeitsplätze, davon 20 % in der Landwirtschaft, 17 % in der Industrie und 63 % im Dienstleistungssektor. Von grosser Bedeutung ist der Gemüseanbau in der Reussebene. 55 % der gesamten Gemeindefläche sind Äcker, Wiesen und Weiden. Die meisten Erwerbstätigen sind Wegpendler, sie arbeiten in Bremgarten oder den Agglomerationen von Baden und Zürich.

## Verkehr
Durch Eggenwil verläuft die Kantonsstrasse 281 von Baden nach Bremgarten. Zwischen diesen beiden Orten verkehrt auch eine Postautolinie. Der Autobahnanschluss der A1 bei Dättwil liegt etwas mehr als zehn Kilometer nördlich. An Wochenenden verkehrt ein Nachtbus von Baden nach Bremgarten.

## Bildung
Die Gemeinde verfügt über einen Kindergarten und ein Schulhaus, in dem die Primarschule unterrichtet wird. Sämtliche Oberstufen der obligatorischen Volksschule (Realschule, Sekundarschule und Bezirksschule) können im benachbarten Bremgarten besucht werden. Das nächstgelegene Gymnasium ist die Kantonsschule Wohlen.